# Seznam mest s trolejbusi
Seznam mest s trolejbusi kot del mreže javnega prometa.
| - Argentina - Kordoba - Mendoza - Rosario - Armenija - Gumri - Erevan - Avstrija - Innsbruck - Kapfenberg - Linz - Salzburg - Azerbajdžan - Baku - Gjandža - Nakičevan - Sumkajt - Belgija - Gent - Belorusija - Babrujsk - Brest - Gomel - Grodno - Mogilev - Minsk - Vitebsk - Bolgarija - Burgas - Dobrič - Gabrovo - Haskovo - Pazardžik - Pernik - Pleven - Plovdiv - Ruse - Sliven - Sofija - Stara Zagora - Varna - Veliko Trnovo - Vraca - Bosna in Hercegovina - Sarajevo - Brazilija - Araraquara - Recife - Sao Paulo - Češka - Brno - Češke Budejovice - Chomutov - Jirkov - Hradec Kralove - Jihlava - Liberec - Marianske Lazne - Opava - Ostrava - Pardubice - Plzen - Teplice - Usti nad Labo - Zlín - Čile - Valparaiso - Ekvador - Quito (imenovan trole, dokaj nov) - Estonija - Talin - Francija - Grenoble - Limoges - Lyon - Marseille - Nancy - Saint-Etienne - Grčija - Atene - Gruzija - Batumi - Čiatura - Gori - Kutaisi - Ozurgeti - Poti - Rustavi - Samtredia - Sokomi - Tbilisi - Zugdidi - Italija - Rimini - Kanada - Edmonton, Alberta - Vancouver, Britanska Kolumbija - Ljudska republika Kitajska - Anšan - Benksi - Čangčun - Čongking - Dalian - Džilin - Džinan - Fužov - Guangžov - Hangžov - Harbin - Ksian - Kvikihar - Kvingdao - Lanžou - Loudžang - Nančang - Nanking - Naning - Peking - Šanghaj - Taijuan - Vuhan - Žengžou | - Latvija - Riga - Litva - Kaunas - Vilna - Madžarska - Budimpešta - Debrecen - Szeged - Mehika - Guadalajara - Mexico City - Nemčija - Eberswalde - Esslingen - Solingen - Nizozemska - Arnhem - Norveška - Bergen - Nova Zelandija - Wellington - Poljska - Gdynia - Lublin - Romunija - Bukarešta - Cluj-Napoca - Iași - Konstanca - Târgovişte - Temišvar - Rusija - Kaliningrad - Kirov - Kovrov - Moskva - Murmansk - Nižni Novgorod - Sankt Peterburg - Severna Koreja - Čongdžin - Hamhung - Kangje - Pjongsong - Pjongjang - Slovaška - Banská Bystrica - Bratislava - Košice - Prešov - Žilina - Srbija - Beograd - Švedska - Landskrona - Švica - Basel (nameravajo ga opustiti) - Bern - Biel/Bienne - Fribourg - La Chaux-de-Fonds - Lucern - Lozana - Neuchâtel - Schaffhausen - St. Gallen - Vevey-Montreux-Villeneuve - Winterthur - Zürich - Ženeva - Ukrajina - Čerkasi - Kijev - Lvov - Mariupol - Sevastopol - Simferopol-Jalta (Krim, najdaljša proga na svetu, 117 km) - ZDA - Boston, Massachusetts - Dayton, Ohio - Filadelfija, Pensilvanija - Portland, Oregon - San Francisco, Kalifornija (vodi ga mestna železnica San Francisca) - Seattle, Washington |